# バンド・オブ・スカルズ
バンド・オブ・スカルズ (Band of Skulls) は2004年に結成されたイギリスのサウサンプトン出身のロックバンドである。男女ツイン・リード・ヴォーカルというユニークな3人組の オルタナティヴ・ブルースロックバンドである。

## 経歴
グループは2004年に「Fleeing New York」というバンド名で結成され、グレーター・ロンドンのナイトクラブなどで演奏を始めた。
2008年にバンド名を「Band of Skulls」に変更し、2009年にデビューアルバム「Baby Darling Doll Face Honey」をアメリカのインディーレーベル「Shangri-La Music」から発表した。このアルバムはiTunesから先行販売され、その際「I Know What I Am」が“今週のシングル”に選ばれた。
彼らの曲は映画「ニュームーン/トワイライト・サーガ」やテレビ番組、コマーシャル等のサウンドトラックに使われている。2010年にはアメリカ・カナダでのツアーを行った。

## メンバー
- Russell Marsden (Vo / G)
- Emma Richardson (Vo / B)
- Matt Hayward (Dr)

メンバー3人全員が作曲し、エマはアートワークも手がける。

## ディスコグラフィー

### オリジナルアルバム
| リリース      | タイトル                                                                  | レーベル                                                          | チャート最高位 | チャート最高位 |
| リリース      | タイトル                                                                  | レーベル                                                          | UK             | U.S.           |
| ------------- | ------------------------------------------------------------------------- | ----------------------------------------------------------------- | -------------- | -------------- |
| 2009年7月28日 | ベイビー・ダーリン・ドール・フェイス・ハニー Baby Darling Doll Face Honey | Shangri-La Music (US) You Are Here Music (UK)                     | -              | -              |
| 2012年2月20日 | Sweet Sour                                                                | Electric Blues Recordings/PIAS (UK) ヴェイグラント・レコード (US) | 14             | 138            |
| 2014年3月31日 | Himalayan                                                                 | Psycollective                                                     | 21             | 55             |

### ライブアルバム
- KCRW's Morning Becomes Eclectic ライブアルバム （2010年10月26日）

### EP
- Friends EP （2010年3月23日）

### シングル
アルバム「Baby Darling Doll Face Honey」より 
- "I Know What I Am"（2009）
- "Blood"（2009）
- "Fires"（2009）
- "Death By Diamonds and Pearls"（2009）
- "Friends"（2009）

アルバム「Sweet Sour」より
- "The Devil Takes Care Of His Own"（2011）